# Johannes Larink
Johannes Josef Bernhard Larink (* 3. Juli 1893 in Hamburg; † 24. April 1988) war ein deutscher Astronom.

## Leben
Er besuchte das Gymnasium in Hamburg-Bergedorf und studierte von 1912 bis 1922 Astronomie, Physik und Mathematik in Göttingen, Hamburg und München. Am 28. März 1922 promovierte er an der Universität Hamburg zum Dr. rer. nat. mit einer Schrift über die veränderlichen Sterne im Kugelsternhaufen Messier 3.
Ab 1922 war Larink als wissenschaftlicher Mitarbeiter an der Hamburger Sternwarte tätig. 1934 wurde er dort Observator und 1955 Hauptobservator. Zeitweilig war er außerdem stellvertretender Direktor der Hamburger Sternwarte. Bis 1958 arbeitete er dort. Seine Meridiankreis-Beobachtungen bildeten die Basis für die Bergedorfer Sternverzeichnisse bis 1930 und die Sternkataloge der Astronomischen Gesellschaft 1932 und 1963.
Larink war Lehrbeauftragter für Astronomie an der Universität Hamburg. Von 1947 bis 1966 war er Rendant der Astronomischen Gesellschaft.
1971 benannte Luboš Kohoutek den Asteroiden (1895) Larink nach ihm.

## Schriften (Auswahl)
- Die veränderlichen Sterne im Kugelsternhaufen Messier 3. Hamburg 1922, OCLC 459436602.
- mit Richard Schorr und Carl Vick: Die Beobachtungen des Planeten 433 Eros während der Opposition 1930–31 auf der Hamburger Sternwarte in Bergedorf. Hamburg-Bergedorf 1939, OCLC 248436554.
- Katalog von 3356 schwachen Sternen für das Äquinoktium 1950 . Hamburg-Bergedorf 1955, OCLC 898905255.